# Porcelana w składzie słonia

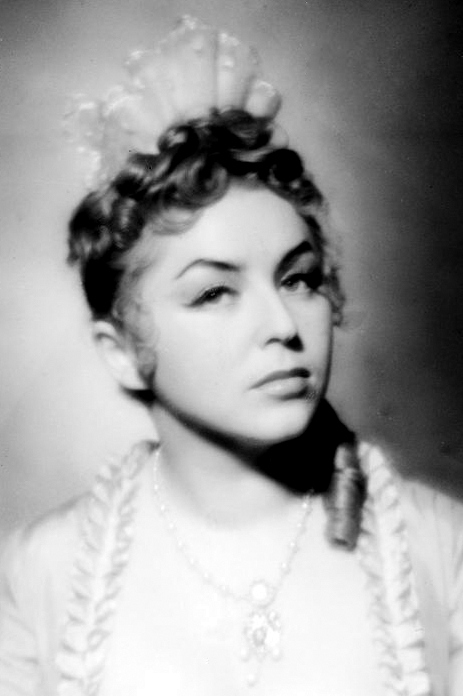
Kalina Jędrusik

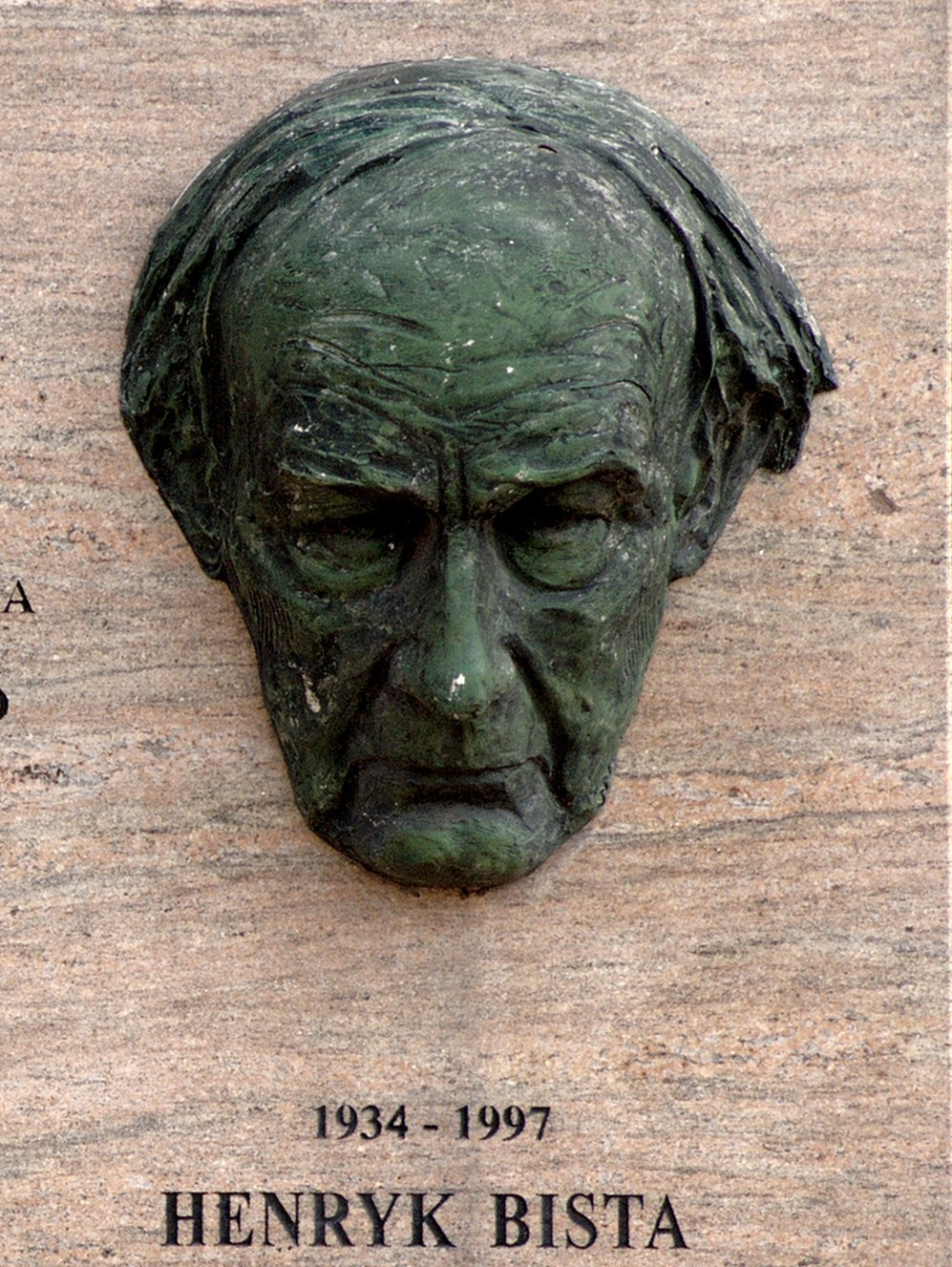
Henryk Bista

Porcelana w składzie słonia – polski film komediowy z 1988 roku w reżyserii Andrzeja Czekalskiego.

## Obsada
- Henryk Bista – 2 role: bohater, dziadek „ważnej osoby”
- Artur Barciś – robotnik pomagający bohaterowi
- Kalina Jędrusik – występuje w roli samej siebie
- Witold Pyrkosz – taksówkarz
- Leon Niemczyk – mężczyzna czekający na taksówkę
- Janusz Rewiński – dyrektor fabryki sztucznego miodu
- Edward Rączkowski – staruszek, były kolejkowicz
- Zdzisław Kozień – Pan Bóg
- Jerzy Cnota – mechanik Śliwiński
- Zbigniew Buczkowski – piłkarz Ciapała
- Eugeniusz Wałaszek – kolejkowicz potrzebujący koperty
- Kazimierz Witkiewicz – kierownik zakładu samochodowego
- Stanisław Marian Kamiński – kierownik lokalu
- Feridun Erol – trener Ciapały
- Zofia Niwińska[1] – kioskarka
- Włodzimierz Adamski – mężczyzna zajmujący kolejkę; nie występuje w napisach
- Janusz Dziubiński[2] – nie występuje w napisach
- Zofia Kopacz-Uzelac – barmanka w lokalu; nie występuje w napisach
- Włodzimierz Kwaskowski – starszy pan biegnący do taksówki; nie występuje w napisach
- Andrzej Krasicki – mężczyzna z życzeniem u Pana Boga; nie występuje w napisach

## Produkcja
Zdjęcia kręcono w Łodzi.